# Jules Grasset
Pour les articles homonymes, voir Grasset.
Jules Grasset, pseudonyme de Michel Vayssairat, né le 1er octobre 1943 et mort le 17 février 2012, est un écrivain français, auteur de roman policier. 

## Biographie
Michel Vayssairat est un professeur des hôpitaux de Paris, spécialiste des maladies vasculaires, président de la Société internationale de pathologie vasculaire, expert dans différentes commissions officielles.
En 2004, avec son premier roman, Les Violons du diable, signé Jules Grasset en hommage à Jules Maigret, il est lauréat du prix du Quai des Orfèvres 2005.

## Œuvre

### Romans
- Les Violons du diable, Éditions Fayard (2004)  (ISBN 2-213-61575-6), réédition France Loisirs (2005)  (ISBN 2-7441-8205-2)
- Minuit à Saint-Germain, Éditions Héloïse d'Ormesson (2008)  (ISBN 978-2-35087-084-7)

### Ouvrages de médecine
- Atlas pratique de capillaroscopie, Éditions de La Revue de médecine (1983)  (ISBN 2-903563-01-2) (coécrit avec Pascal Priollet)
- Microcirculation clinique, Éditions Masson (1996)  (ISBN 2-225-85179-4)

## Prix et distinctions

### Prix
- Prix du Quai des Orfèvres 2005 pour Les Violons du diable[2]